# Botswana na Letnich Igrzyskach Olimpijskich 2004
Botswanę na XXVIII Letnich Igrzyskach Olimpijskich w Atenach reprezentowało 11 sportowców.
Był to siódmy start Botswany na letnich igrzyskach olimpijskich.

## Boks
- Lechedzani Luza – waga musza, odpadł w pierwszej rundzie (1/16 finału)
- Khumiso Ikgopoleng – waga kogucia, odpadł w 1/8 finału

## Lekkoatletyka

### Mężczyźni
- California Molefe — 400 m, odpadł w pierwszej rundzie
- Glody Dube — 800 m, odpadł w pierwszej rundzie
- Johnson Kubisa, California Molefe, Gaolesiela Salang i Kagiso Kilego — sztafeta 4x400 m, 8.miejsce
- Ndabili Bashingili — maraton, 25. miejsce
- Gable Garenamotse — skok w dal, odpadł w eliminacjach (25. miejsce)

### Kobiety
- Amantle Montsho – bieg na 400 m, odpadła w pierwszej rundzie